# Ca la Sorda
Ca la Sorda és una obra de la Pera (Baix Empordà) inclosa a l'Inventari del Patrimoni Arquitectònic de Catalunya.

## Descripció
Situada a la confluència dels carrers Major i del Quintà, és una casa bastida a partir d'una torre fortificada, de la qual conserva espitlleres, tant al parament del carrer Major, a la part baixa, com al carrer del Quintà, a l'altura del primer pis. La construcció ha experimentat diverses modificacions al llarg del temps.